# Phthinia hyrcanica
Phthinia hyrcanica är en tvåvingeart som beskrevs av Zaitzev 1984. Phthinia hyrcanica ingår i släktet Phthinia och familjen svampmyggor. Inga underarter finns listade i Catalogue of Life.